# 海因茨·伦内贝格
海因茨·伦内贝格（德語：Heinz Renneberg，1927年1月29日—1999年10月21日），德国男子赛艇运动员。他曾代表德国联队参加1952年和1960年夏季奥林匹克运动会赛艇比赛，其中1960年奥运会获得一枚金牌。